# 索利齊區
58°07′N 30°19′E / 58.117°N 30.317°E
索利齊區（俄语：Солецкий район），是俄羅斯的一個區，位於該國西北部，由諾夫哥羅德州負責管轄，始建於1927年10月1日，面積1,400平方公里，2010年人口15,714，人口密度每平方公里11.22人。